# Paulo Rafael de Oliveira Ramos
Paulo Rafael de Oliveira Ramos, detto Paulo Ramos (Goiânia, 30 luglio 1985 – Inhumas, 1º settembre 2009), è stato un calciatore brasiliano, di ruolo centrocampista.

## Biografia
Il 1º settembre 2009 Paulo Ramos, che aveva abbandonato il calcio professionistico a causa dell'aggravio della sua aritmia cardiaca, è morto a causa di un attacco cardiaco durante una partita di calcio con amici giocata ad Inhumas.

## Caratteristiche tecniche
Giocava come centrocampista.

## Carriera

### Club
Paulo Ramos debuttò nel 2005 con il Vila Nova; messosi in evidenza nella Copa São Paulo de Futebol Júnior, torneo giovanile, si trasferì con la formula del prestito al Grêmio insieme all'attaccante Pedro Júnior. Nel corso del suo periodo alla squadra di Porto Alegre fu una riserva e collezionò solo sette presenze nelle due stagioni disputate. All'inizio del 2007, Paulo Ramos fu mandato nuovamente in prestito, stavolta alla Juventude, con il quale arrivò al secondo posto nel Campionato Gaúcho. Tornò poi al Vila Nova, fino alla conclusione della sua carriera causa prematuro decesso.

## Palmarès

### Club

#### Competizioni statali
- Campionato Goiano: 1

Vila Nova: 2005
- Campionato Gaúcho: 1

Grêmio: 2006

#### Competizioni nazionali
- Campeonato Brasileiro Série B: 1

Grêmio: 2005